# Junghwa
Junghwa (* 8. Mai 1995 in Anyang) ist eine südkoreanische Sängerin, Schauspielerin und Mitglied der Girlgroup EXID.

## Leben
Junghwa begann ihre Karriere als Trainee bei JYP Entertainment, bevor sie zu Yedang Entertainment wechselte. Am 15. Februar 2012 debütierte sie mit EXID und der Single Whoz That Girl.
2004 gab sie ihr Schauspieldebüt in Wives on Strike und moderierte ab 2005 die Kindersendung Freshful Children Congress. 2015 spielte sie eine große Rolle in dem Drama Webtoon Hero Toondra Show und trat in der Variety-Show Soulmates Returns auf. Im selben Jahr war sie als "Cruise of Endorphins" in der Musikshow King of Masked Singer zu sehen.
2019 schloss sie sich J-Wide Company an, um ihre Schauspielkarriere weiter auszubauen. 2021 spielte sie in der SBS-Serie One the Woman die Nachrichtensprecherin Park So-yi.

## Diskografie
| Titel           | Jahr | Album                     |
| --------------- | ---- | ------------------------- |
| "Alice"         | 2017 | Full Moon                 |
| "A Gut Feeling" | 2018 | Non-album single          |
| "Home"          | 2019 | Our Baseball Society OST  |
| "Favorite"      | 2020 | New Wave Vol.3 (Pinkmoon) |
| "Universe"      | 2020 | New Wave Vol.4 (Pinkmoon) |

## Filmografie

### Filme
| Jahr | Titel                                    | Rolle    | Quelle |
| ---- | ---------------------------------------- | -------- | ------ |
| 2020 | Dragon Inn Part 1: The City of Sadness   | Ji Hye   | [ 6 ]  |
| 2021 | Dragon Inn Part 2: The Night of the Gods | Ji Hye   | [ 7 ]  |
| 2024 | Handsome Guys                            | Bora     | [ 8 ]  |
| TBA  | FEVER                                    | Ha Young | [ 9 ]  |

### Fernsehserien
| Jahr      | Titel               | Rolle         | Quelle |
| --------- | ------------------- | ------------- | ------ |
| 2004      | Wives on Strike     | Schülerin     | [ 10 ] |
| 2023–2024 | Between Him and Her | Ryu Eun-jeong | [ 11 ] |

### Web-Serien
| Jahr | Titel                     | Rolle               | Quelle |
| ---- | ------------------------- | ------------------- | ------ |
| 2015 | Webtoon Hero Toondra Show | Yook Ah-young       | [ 12 ] |
| 2017 | Mask                      | Lee Chae-ri / Anita |        |
| 2018 | If Love Was Not Timeless  | Wing-sze            |        |
| 2019 | Member of Society         | Sung Shi-eun        |        |
| 2023 | Mask Girl                 | Lee Ah-reum         |        |

### Fernsehsendungen
| Jahr      | Titel                      | Rolle        | Anmerkungen                            | Quelle |
| --------- | -------------------------- | ------------ | -------------------------------------- | ------ |
| 2005–2006 | Freshful Children Congress | Moderatorin  |                                        |        |
| 2015      | Soulmates Returns          | sie selbst   |                                        |        |
| 2015      | EXID's Showtime            | sie selbst   |                                        |        |
| 2017      | The Show                   | MC           |                                        |        |
| 2018      | King of Mask Singer        | Teilnehmerin | Als "Cruise of Endorphins" (Folge 151) | [ 13 ] |